# Courtella camerunensis
Courtella camerunensis is een vliesvleugelig insect uit de familie vijgenwespen (Agaonidae). De wetenschappelijke naam is voor het eerst geldig gepubliceerd in 1974 door Jacobus Theodorus Wiebes.